# Зґвалтування Бельгії

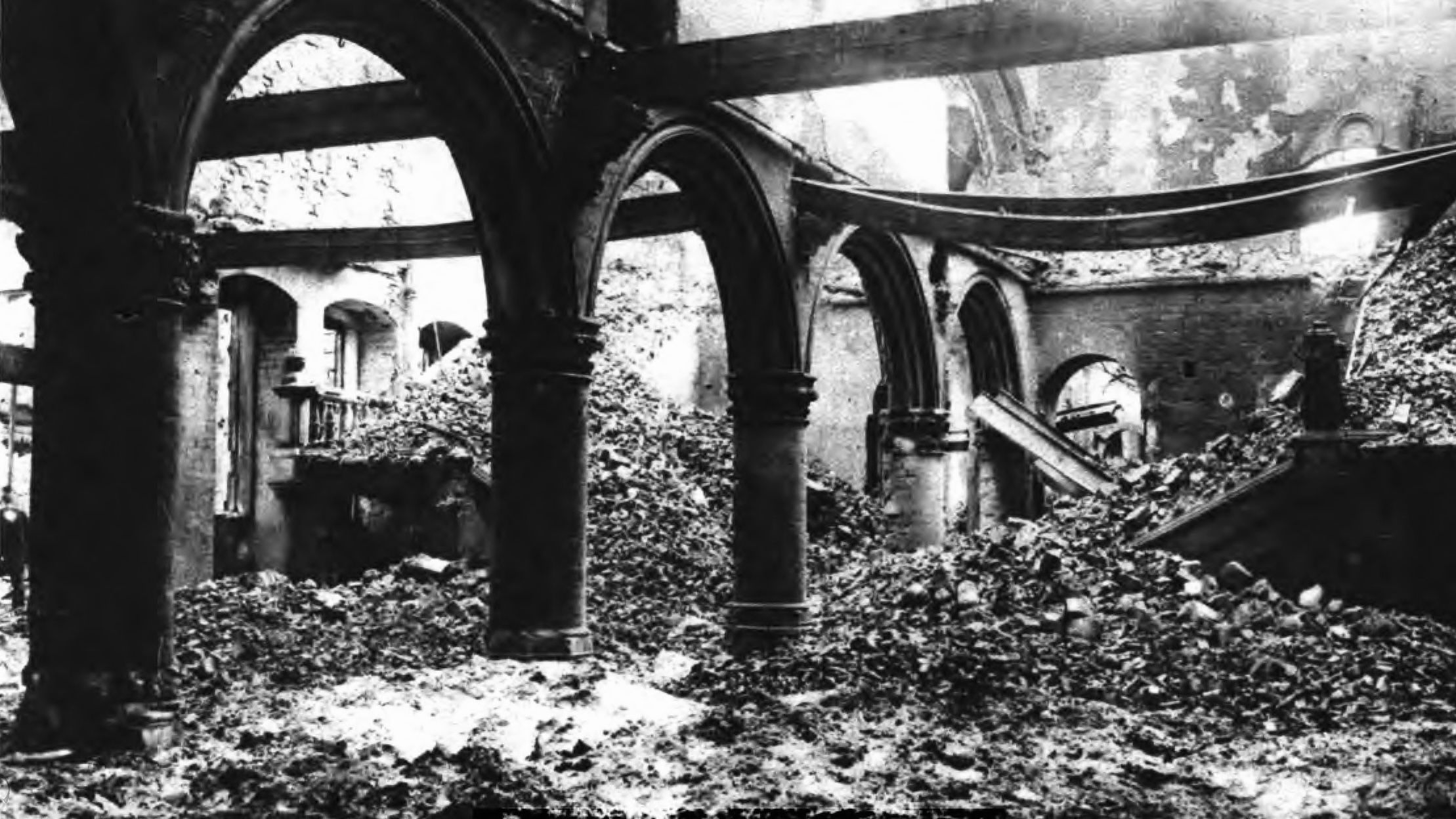
Руїни Левенської університетської бібліотеки, осінь 1914

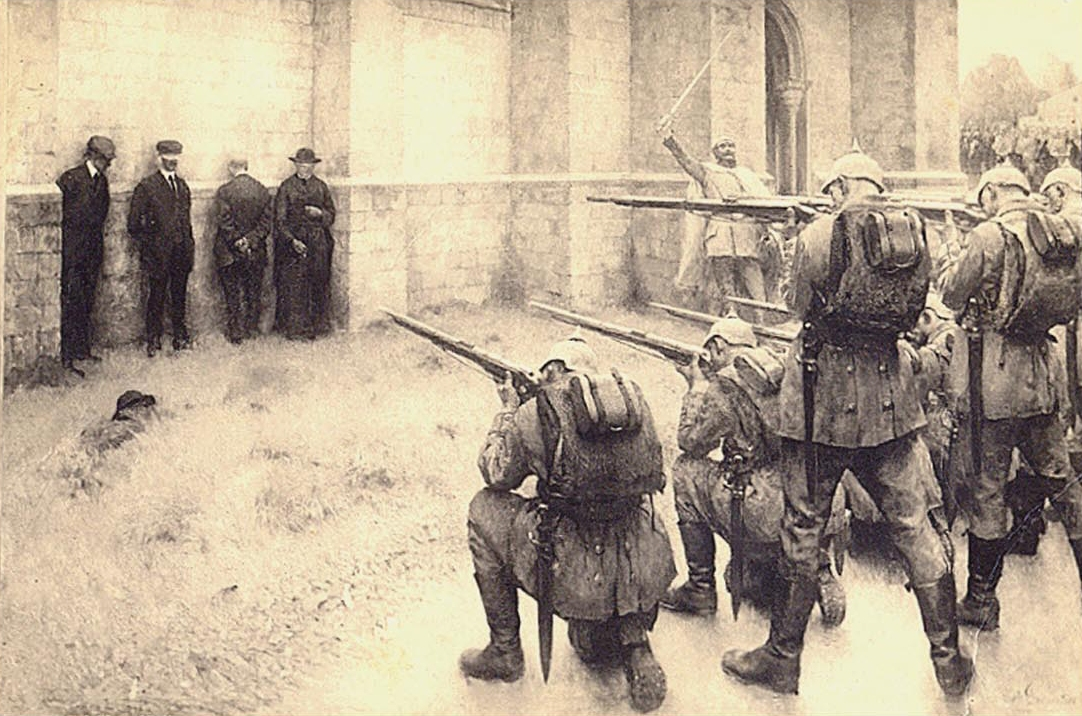
Розстріли мирних бельгійців німецькими солдатами. Блен'ї. Осінь 1914. Еварист Карпентьєр

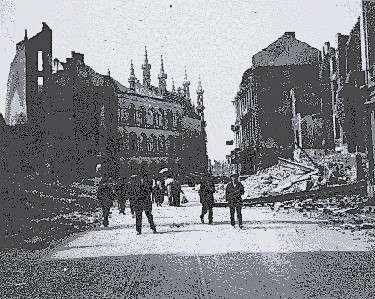
Зруйноване місто Левен у 1915

Зґвалтування Бельгії (англ. Rape of Belgium) — політичний термін, яким позначають відрізок історії Бельгії у серпні-листопаді 1914 року, коли після вторгнення німецької імперської армії та подальшої окупації німецькими військами нейтральної та незалежної країни, мала місце низка воєнних злочинів проти людства, масові страти та знищення культурних й історичних цінностей Бельгії. Виникнення цього терміну відходить до часів початку Першої світової війни, коли він дуже інтенсивно використовувався союзниками в цілях пропаганди, проте сучасні дослідження у цій сфері доводять правдивість цих історичних фактів.. Деякі історики описують таким терміном суто період вторгнення й наступних злочинів німецької армії в період з 4 серпня до вересня 1914 року.

## Зміст
Вторгнення Німеччини до нейтральної Бельгії вочевидь стало найгрубішим порушенням норм міжнародного права. Німецька армія була надзвичайно обурена, що спротив Бельгії зірвав геніальний план Шліффена по захопленню Парижу. Від генерала до останнього солдата, німці були абсолютно впевнені, що бельгійці розв'язали війну саботажників, використовуючи тактику, так званих «вільних стрільців» або «франтирерів». Позиція Німеччини полягала в тому, що широко розповсюджені диверсійно-партизанські дії бельгійських мирних жителів були повністю незаконними й заслуговували на негайне суворе колективне покарання. Уся злоба за провал плану, який довго виношувався, вилилася на мирне населення, що зазнало катувань та насильства з боку німецьких солдатів. Розлюченість окупантів спровокувала безліч великомасштабних каральних операцій проти бельгійців, вбивство кількох тисяч чоловіків, жінок і дітей, мародерство і підпали будинків, а також руйнування історичних і культурних пам'яток, і навіть знищення цілих сіл.
22 серпня 1914 року сталася перша велика різанина у бельгійському селищі Таміне, коли майже 384 чоловіки, жінки і дитини були розстріляні, заколоті багнетами, спалені живцем, або задихнулися в диму, коли солдати підпалили їх оселі. Ці вбивство стало «найбільшим масовим вбивством мирного населення, яке скоїли німецькі війська до 1939 року».
У тому ж серпні відбулася різня у Левені, для якої світова преса використала термін «голокост». До списку знищених або зруйнованих об'єктів культурної спадщини потрапили Левенський університет і його безцінна бібліотека, коли німцями було свідомо спалено 300 000 книг та манускриптів, деякі екземпляри якої датувалися XIV століттям. «У той час, коли книги мали набагато більшу цінність, ніж сьогодні», пише дослідник Ліпке, «цей акт становив невідворотну демонстрацію варварства».
Список злочинів також включав знищення церков і соборів у Візе, Діксмейде, Левені, собор в Іпрі, собор у Маліні та інші.
Протягом більшої частини XX століття, історики в основному спростували повідомлення про німецькі звірства, скоєних проти бельгійських мирних жителів під час вторгнення 1914 року, й приписували їх звичайній пропаганді союзників.
Починаючи з 1990-х років, однак, ретельне вивчення історичних доказів з бельгійських, французьких і німецьких джерел дозволило історикам, особливо Джону Хорну і Алану Крамеру, встановити неспростовно, що німецькі війська дійсно розпалили великий терор на окупованих землях. Кампанії проти цивільних об'єктів, у тому числі масові страти були частиною навмисної політики терору організованого військовими і навіть санкційованого керівництвом кайзера. Нещодавні дослідження, коли систематично вивчалися німецькі армійські джерела свідчать, що насправді протягом перших двох з половиною місяців після вторгнення, німці не зіштовхувалися ні з якими іррегулярними формуваннями в Бельгії. Дії кайзерівської армії була спалахом люті на фантом страху, який вони самі несвідомо утворили для себе.
Ці звірства стали частиною німецької політики терору, прийнятої Верховним командуванням німецької армії. Вони не були неминучим колатеральним результатом загибелі простих мирних жителів і пошкодження культурних цінностей, що опинилися у полум'ї війни, тобто ненавмисними жертвами, вони стали результатом свідомого політичного рішення німецького генерального штабу. Це вже вживалося німцями на практиці в 1870 році, коли зіткнувшись з французьким опором, окупанти перейшли до лютих репресій у формі страти французьких полонених та цивільних осіб за звинуваченням у веденні партизанської війни, так званої тактики «франтирерів».
Всього за оцінками сучасних дослідників, у період з серпня по листопад 1914 року, військовиками німецької кайзерівської армії було страчене від 5 500 до 6 500 бельгійських мирних жителів. Особи, підозрювані у партизанській діяльності, розстрілювалися на місці. Історики, що досліджували німецькі хроніки, нарахували 101 «великий» інцидент, коли десять або більше цивільних осіб були страчено — загалом 4 421 особа була закатована. Дослідники також виявили 383 «малі» інциденти, які призвели до загибелі ще 1 100 бельгійців. Майже усі випадки були каральною мірою німців у відповідь на так звані напади партизан.

## Вшанування пам'яті жертв
6 травня 2001 року у місті Дінан, Вальтер Колбов, парламентський держсекретар Федерального міністерства оборони Федеративної Республіки Німеччина, поклонився монументу і поклав вінок жертвам міста з написом: «Пам'яті 674 мучеників, невинних жертв німецького варварства».